# LeRoy Apker
LeRoy Apker (* 11. Juni 1915 in Rochester (New York); † 5. Juli 1970 Schenectady, New York) war ein US-amerikanischer experimenteller Festkörperphysiker.

## Leben
Apker studierte an der University of Rochester mit dem Bachelor-Abschluss 1937 und der Promotion bei Lee DuBridge 1941. Danach forschte er bei General Electric in deren Forschungslaboratorien in Schenectady.
Apker untersuchte den photoelektrischen Effekt an Halbleitern und fand 1948 mit E. A. Taft und Jean Dickey (seiner Ehefrau), dass einige Halbleiter ein von Metallen mit vergleichbarer Austrittsarbeit unterschiedliches Verhalten zeigten (die freigesetzten Elektronen bewegten sich langsamer). Sie bestätigten damit Vorhersagen von Edward Condon (1938) und Robert Andrews Millikan.
Beim Studium der spektroskopischen Eigenschaften von Alkalihalogenid-Kristallen, speziell Kaliumiodid, entdeckte er 1950 mit E. Taft Exzitonen-induzierte-Photoemission.
In der Vakuumtechnik erfand er 1948 die Flash-Filament-Methode zum Messen sehr niedriger Drücke: über eine bestimmte Zeit erfolgte Gasadsorption auf einem Wolframdraht wird gemessen durch den Druck, der bei plötzlichem Erhitzen des Drahts durch die Freisetzung des adsorbierten Gases erzeugt wird.
1955 erhielt er den Oliver E. Buckley Condensed Matter Prize.
Der LeRoy Apker Award der American Physical Society ist nach ihm benannt. Er wird jährlich an Studenten (Undergraduates) für herausragende Leistungen vergeben und ist mit 5000 Dollar dotiert.